# 小叶五月茶
小叶五月茶（学名：Antidesma venosum）为大戟科五月茶属下的一个种。

## 扩展阅读
維基物種上的相關：小叶五月茶